# Architettura della Rus' di Kiev

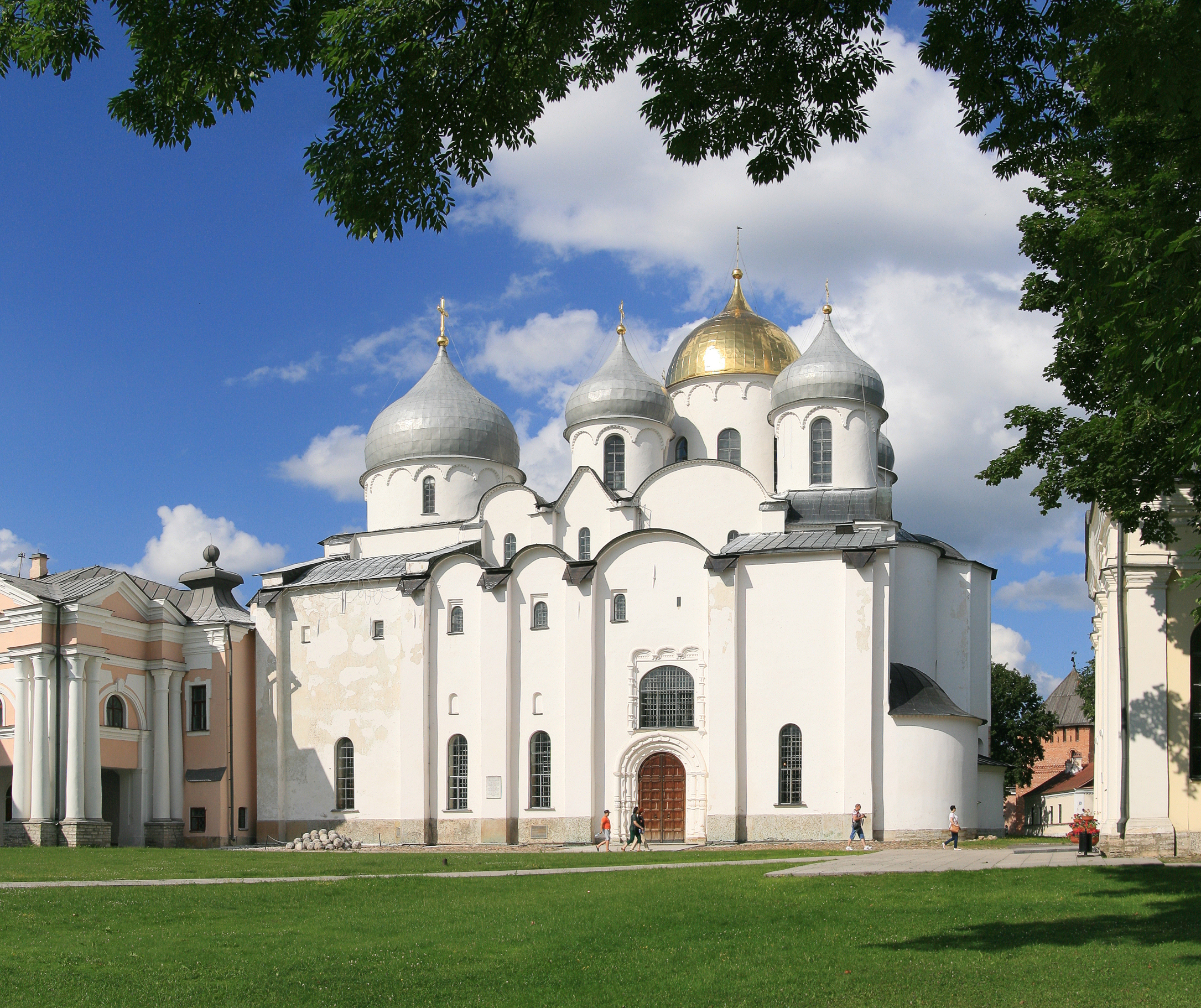
Cattedrale di Santa Sofia a Velikij Novgorod (1045–1050)

L'architettura della Rus' di Kiev si è sviluppata nello stato medievale della Rus' di Kiev che incorporava parti di quelle che oggi sono l'Ucraina moderna, la Russia e la Bielorussia, e che aveva come città principali Kiev e Novgorod. La sua architettura rappresenta il primo periodo dell'architettura russa, attingendo alle basi della cultura bizantina ma con un grande uso di innovazioni e caratteristiche architettoniche. La maggior parte dei resti sono chiese ortodosse russe o parti delle porte e fortificazioni delle città.
Dopo la disintegrazione della Rus' di Kiev a seguito dell'invasione mongola nella prima metà del XIII secolo, la tradizione architettonica continuò nei principati di Novgorod, Vladimir-Suzdal e Galizia-Volinia, ed ebbe un'influenza diretta sulle architetture russa, ucraina e bielorussa. L'architettura delle chiese in antico russo ha origine dallo slavo precristiano zodčing (in russo Зодчество?, Zodčestvo, "costruzione").

## Architettura religiosa

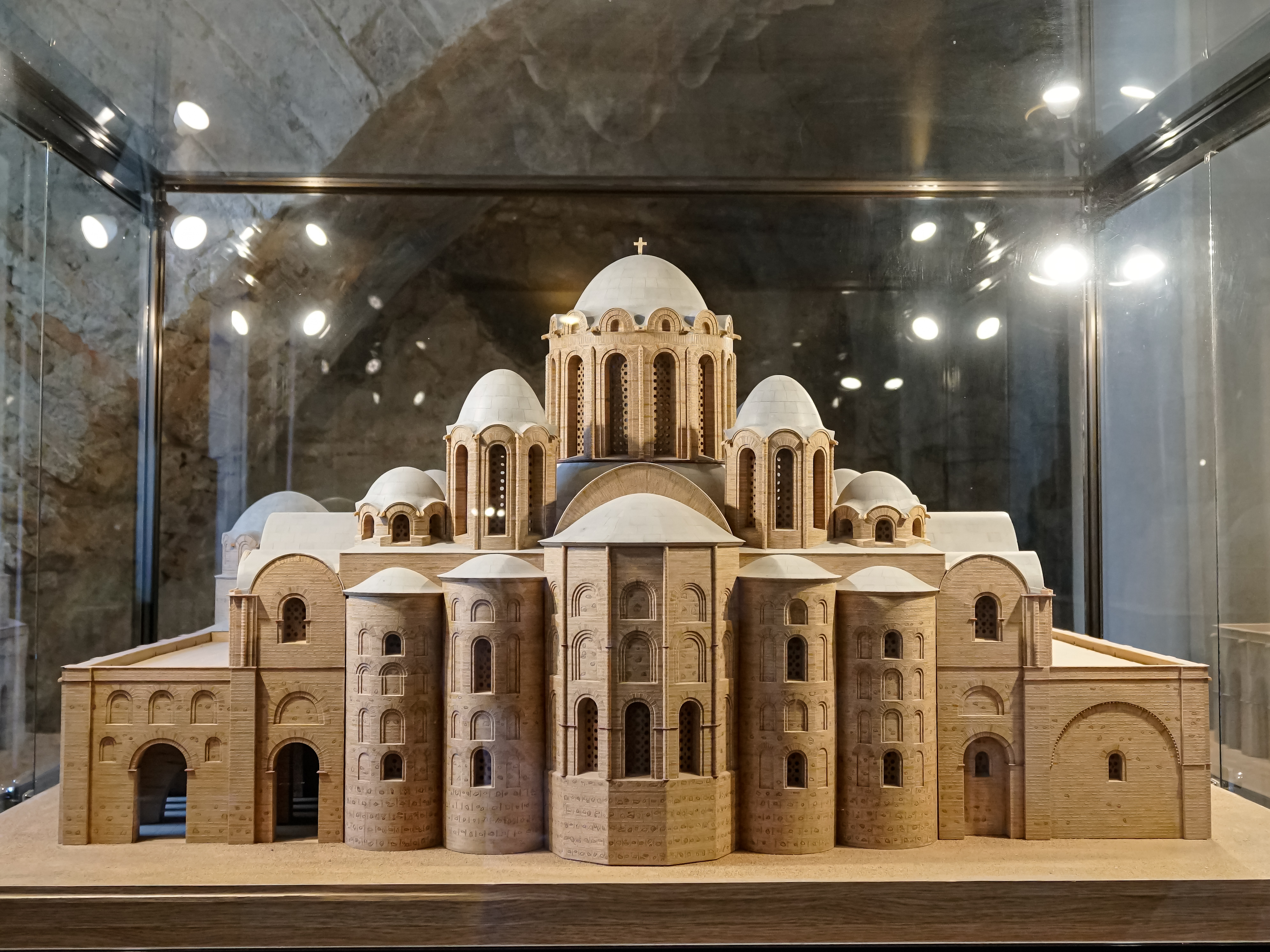
Prima della sua ricostruzione nel XVIII secolo, Santa Sofia a Kiev era un ottimo esempio e un modello per tutte le chiese della Rus' di Kiev.

Le grandi chiese della Rus' di Kiev, costruite dopo l'adozione del cristianesimo nel 988, furono i primi esempi di architettura monumentale nelle terre degli slavi orientali. Lo stile architettonico dello stato di Kiev, che si affermò rapidamente, fu fortemente influenzato dall'architettura bizantina. Le prime chiese ortodosse erano fatte principalmente di legno con la forma più semplice di chiesa che divenne nota come chiesa a cella. Le principali cattedrali presentavano spesso decine di piccole cupole, il che ha portato alcuni storici dell'arte a considerarla un'indicazione di come avrebbero dovuto apparire i templi pagani slavi. La Chiesa delle Decime del X secolo a Kiev è stata il primo edificio di culto realizzato in pietra. Le prime chiese di Kiev furono costruite e decorate con affreschi e mosaici da maestri bizantini.
Un altro grande esempio di chiesa primitiva della Rus' di Kiev fu la cattedrale di Santa Sofia a Kiev (1037–54), con tredici cupole, costruita da Jaroslav il Saggio. Gran parte del suo esterno è stato modificato nel tempo, estendendosi nell'area circostante e arrivando ad avere 25 cupole.
La cattedrale di Santa Sofia a Novgorod (1045–1050),  d'altra parte, esprimeva un nuovo stile che esercitò una forte influenza sull'architettura delle chiese russe. Le sue spesse mura austere, le piccole finestre strette e le cupole con elmi hanno molto in comune con l'architettura romanica dell'Europa occidentale.
Un ulteriore allontanamento dai modelli bizantini è evidente nelle cattedrali successive di Novgorod: San Nicola (1113), Sant'Antonio (1117–19) e San Giorgio (1119). Insieme alle cattedrali, degna di nota era l'architettura dei monasteri dell'epoca. I secoli XII-XIII furono il periodo della divisione feudale della Rus' di Kiev in principati che erano in lotta quasi permanente, con una conseguente moltiplicazione delle cattedrali nei principati emergenti e nelle corti dei principi locali (knjaz).

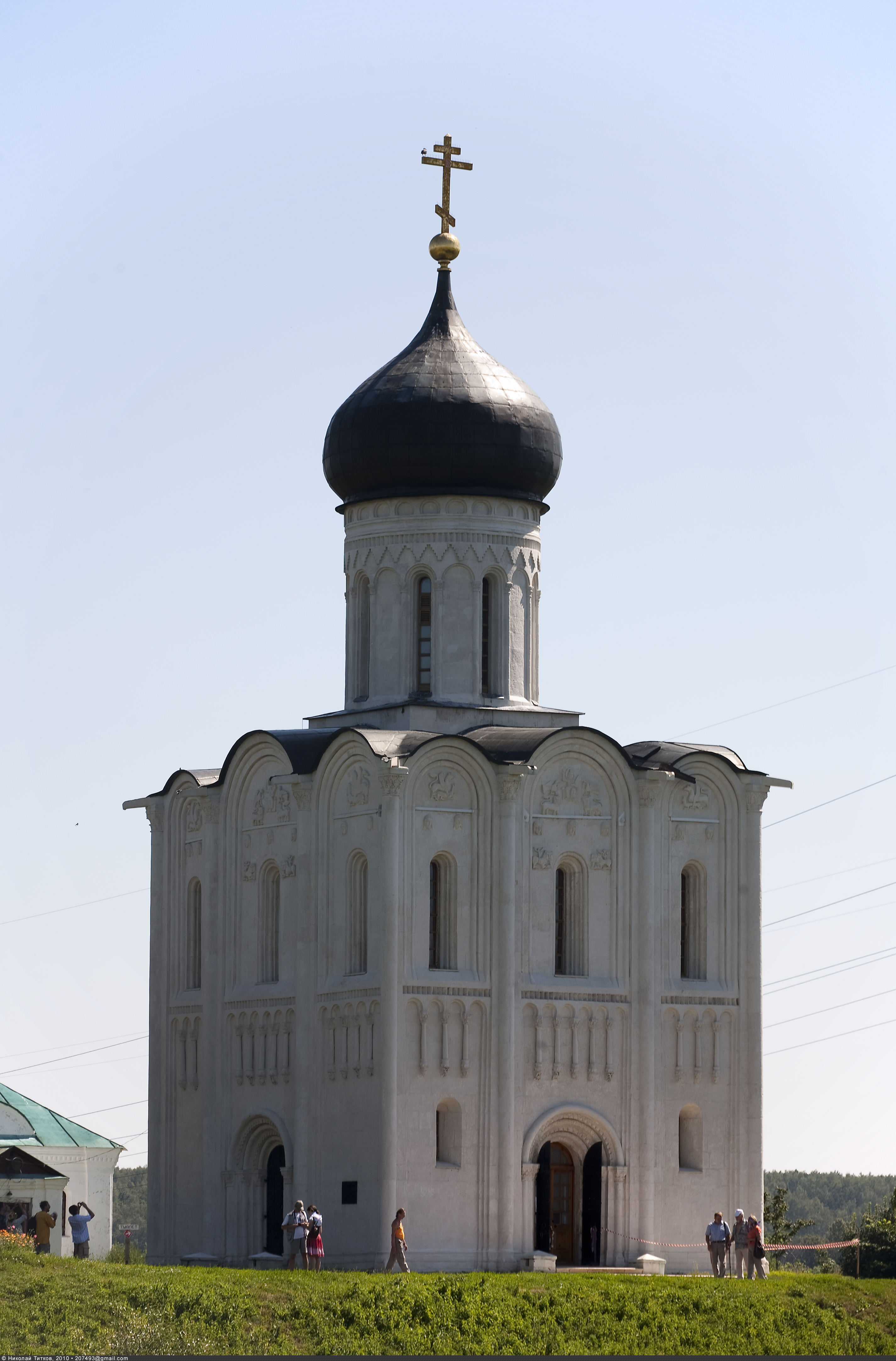
Chiesa dell'Intercessione sul Nerl' (1165), una delle più famose chiese medievali russe.

Entro la fine del XII secolo, la divisione del paese era definitiva e nuovi centri di potere presero lo stile di Kiev e lo adottarono nelle proprie tradizioni. Nel principato settentrionale di Vladimir-Suzdal' le chiese locali furono costruite in pietra bianca con l'aiuto dei maestri romanici di Federico Barbarossa, mentre le loro statue murarie furono riccamente scolpite da artigiani della Georgia. Lo stile di Suzdal' è anche conosciuto come "architettura in pietra bianca" (bepokamennoe zodčestvo). La prima chiesa in pietra bianca fu la chiesa dei Santi Boris e Gleb commissionata da Jurij Dolgorukij, una chiesa-fortezza a Kidekša vicino a Suzdal', nel presunto luogo di soggiorno dei knjaze Boris e Gleb durante il loro pellegrinaggio a Kiev. Le chiese in pietra bianca segnano il punto più alto dell'architettura della Rus' premongola. Le chiese più importanti di Vladimir sono la Cattedrale dell'Assunzione (costruita nel 1158–60, ampliata nel 1185–98, affrescata nel 1408) e la Cattedrale di San Demetrio (costruita nel 1194–97).
Sul fronte occidentale del Principato di Galizia-Volinia furono costruite per qualche tempo chiese in uno stile tradizionale di Kiev, ma alla fine lo stile iniziò a spostarsi verso la tradizione romanica dell'Europa centrale.
Per quanto celebri siano queste strutture, i contemporanei furono ancora più colpiti dalle chiese della Rus' meridionale, in particolare dalla Chiesa Svirskaja di Smolensk (1191–94). Poiché le strutture meridionali sono state rovinate o ricostruite, il ripristino del loro aspetto originale è stato fonte di contesa tra gli storici dell'arte. La ricostruzione più memorabile è la Chiesa Pjatnitskaja (1196–99) a Černigov (l'odierna Černihiv, Ucraina), di Pëtr Dmitrievič Baranovskij.

## Architettura civile
C'erano pochissimi esempi di architettura secolare (non religiosa) nella Rus' di Kiev. La Porta d'Oro di Vladimir, nonostante molti restauri del XVIII secolo, potrebbe essere considerato un autentico monumento del periodo premongolo.
A Kiev, la capitale del paese, nessun monumento secolare è sopravvissuto a parte pezzi di mura e rovine di porte. La Porta d'Oro di Kiev fu completamente distrutta nel corso degli anni, lasciandone solo rovine. Nel XX secolo fu eretto un museo sopra le rovine, come immagine speculare della porta del periodo della Rus' di Kiev, ma non è un monumento dell'epoca.
Uno dei migliori esempi, la fortezza di Belgorod Kievskij, giace ancora sotto terra in attesa di importanti scavi. Negli anni '40, l'archeologo Nikolaj Voronin scoprì i resti ben conservati del palazzo di Andrej Bogoljubskij a Bogoljubovo, datati tra il 1158 e il 1165.

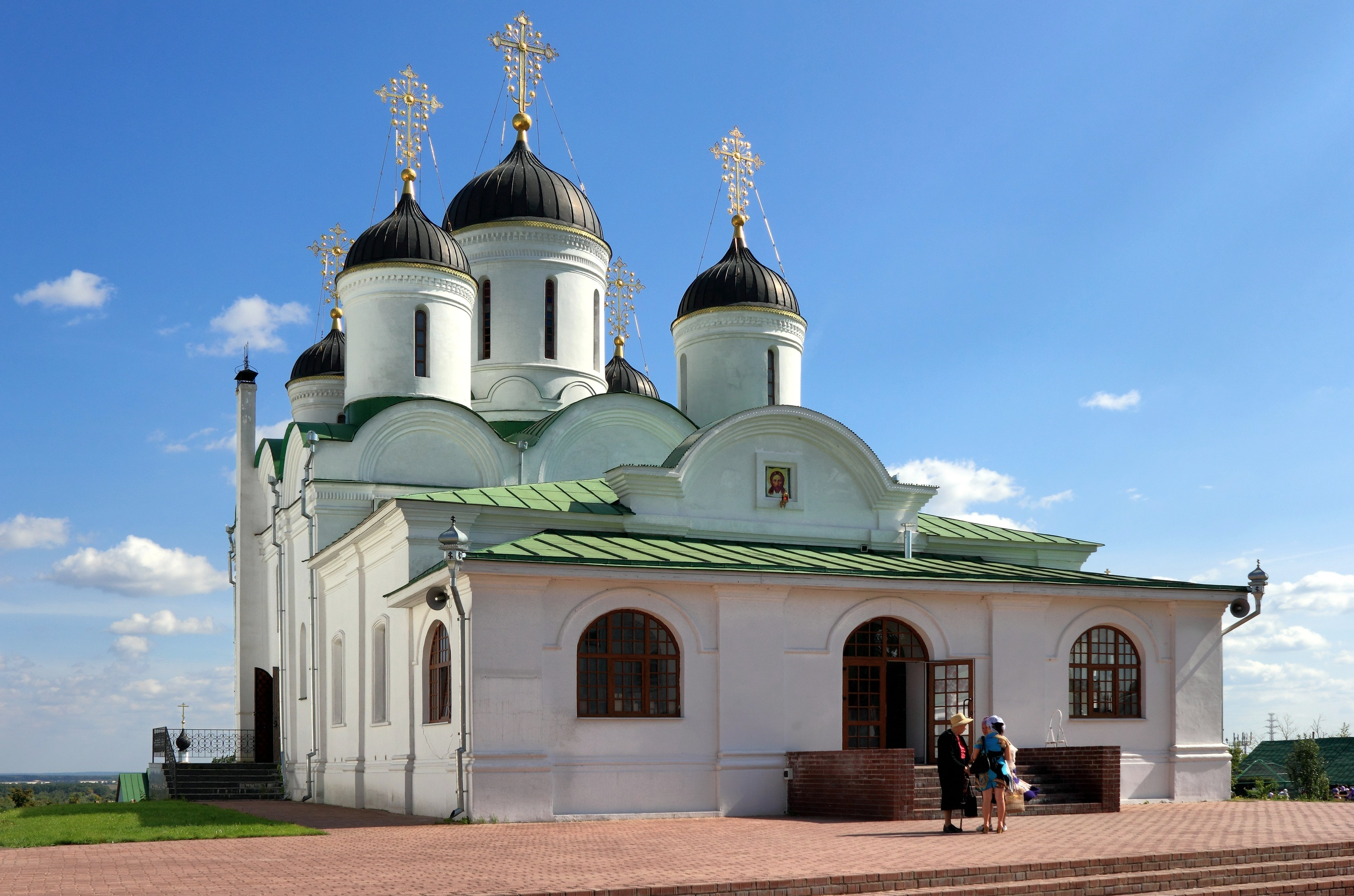
Monastero della Trasfigurazione a Murom (Oblast' di Vladimir) (1096)
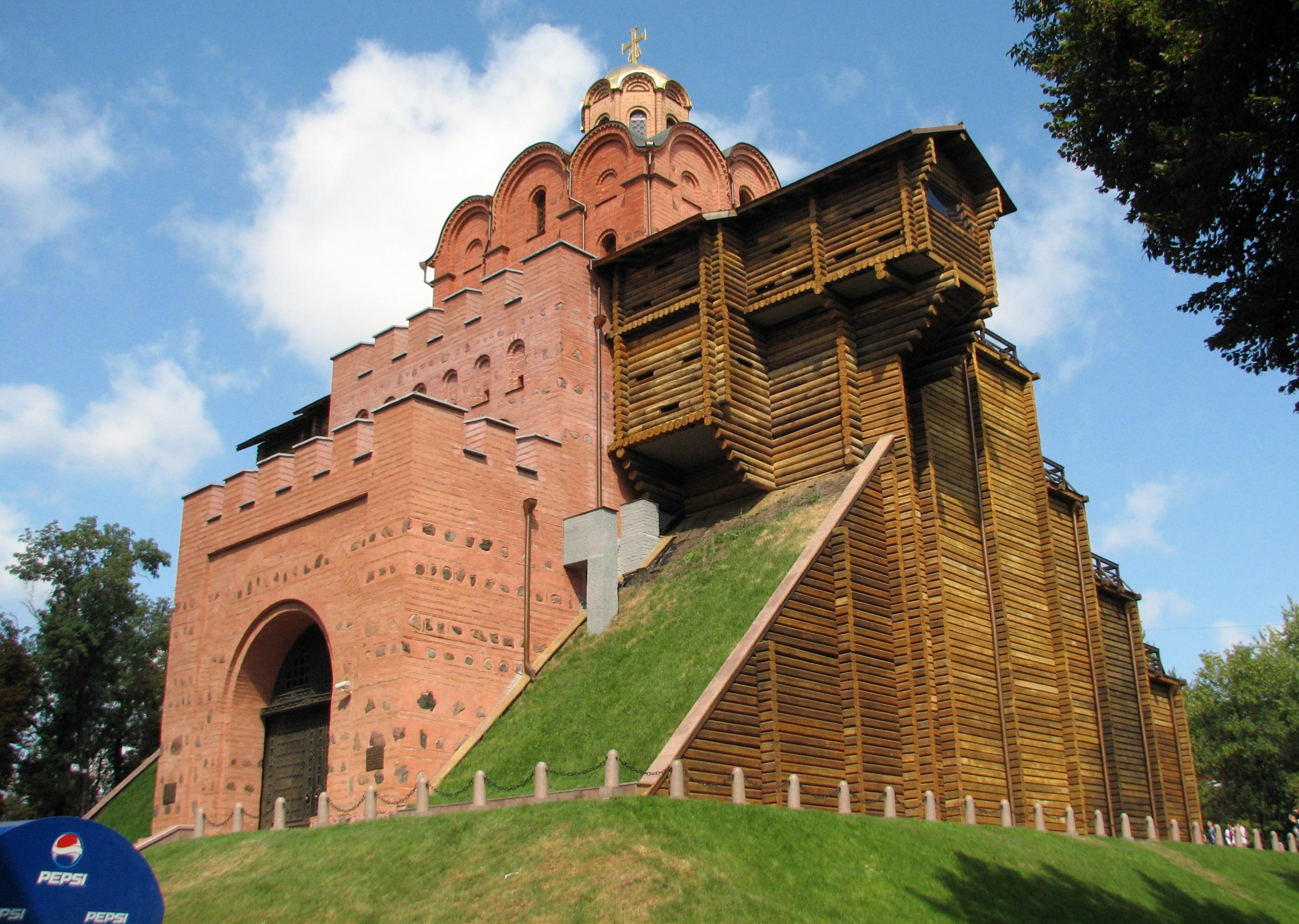
La Porta d'Oro a Kiev, in gran parte ricostruita, c. 1100
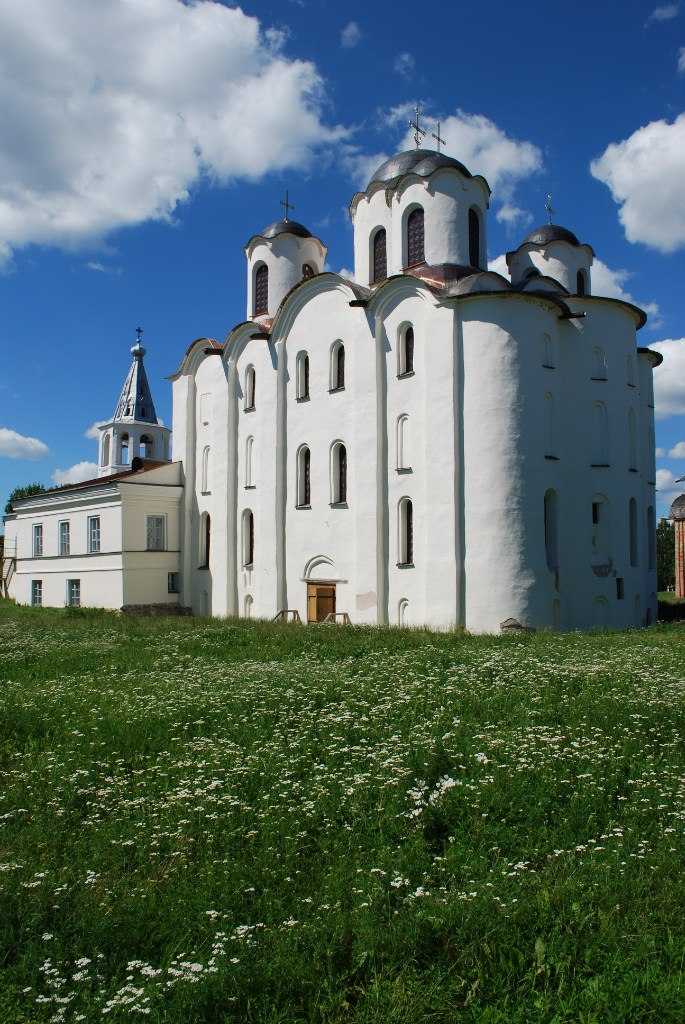
Cattedrale di San Nicola a Velikij Novgorod (1113–1136)
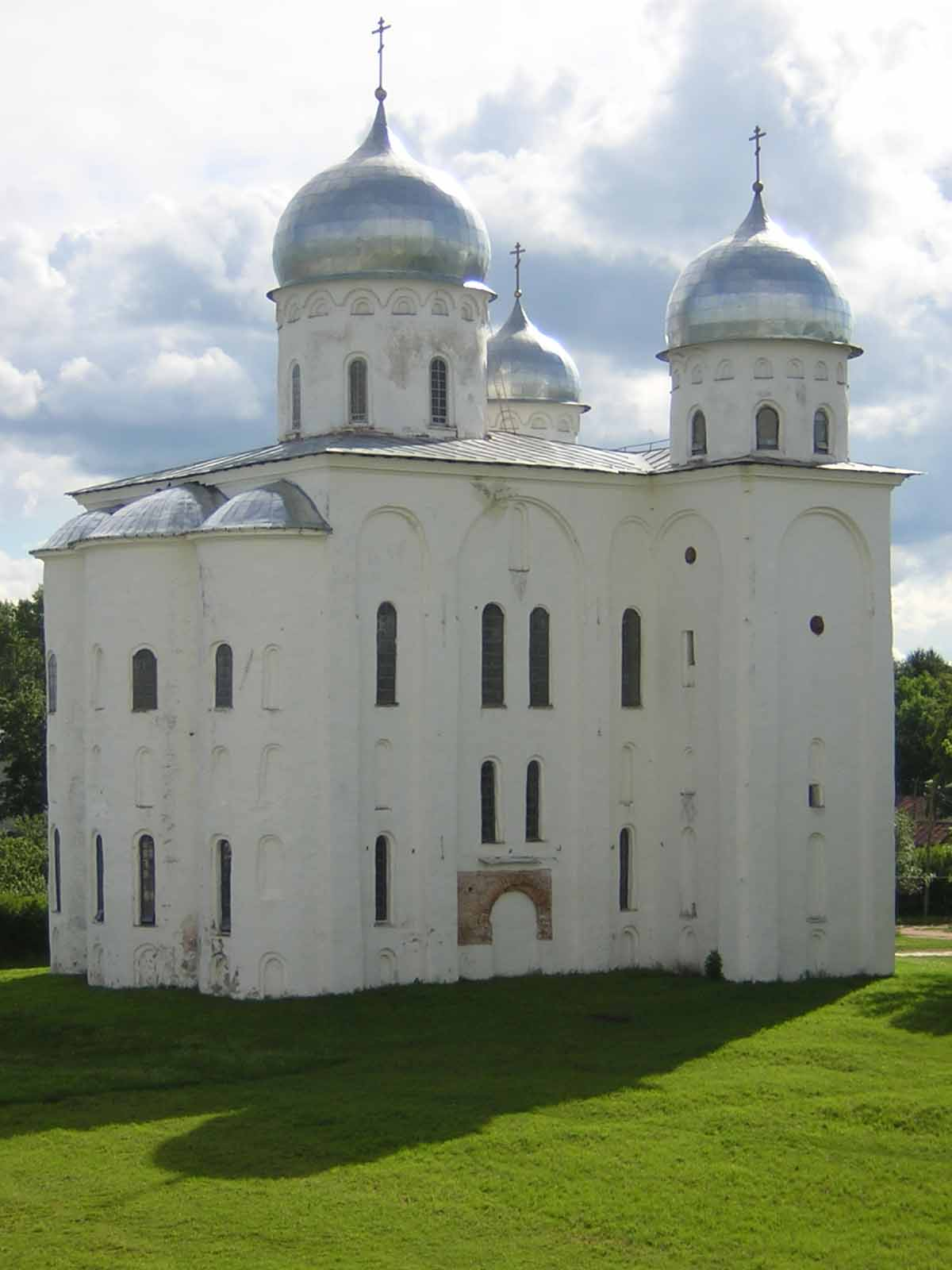
Cattedrale di San Giorgio del Monastero di Juriev vicino a Velikij Novgorod (1119)
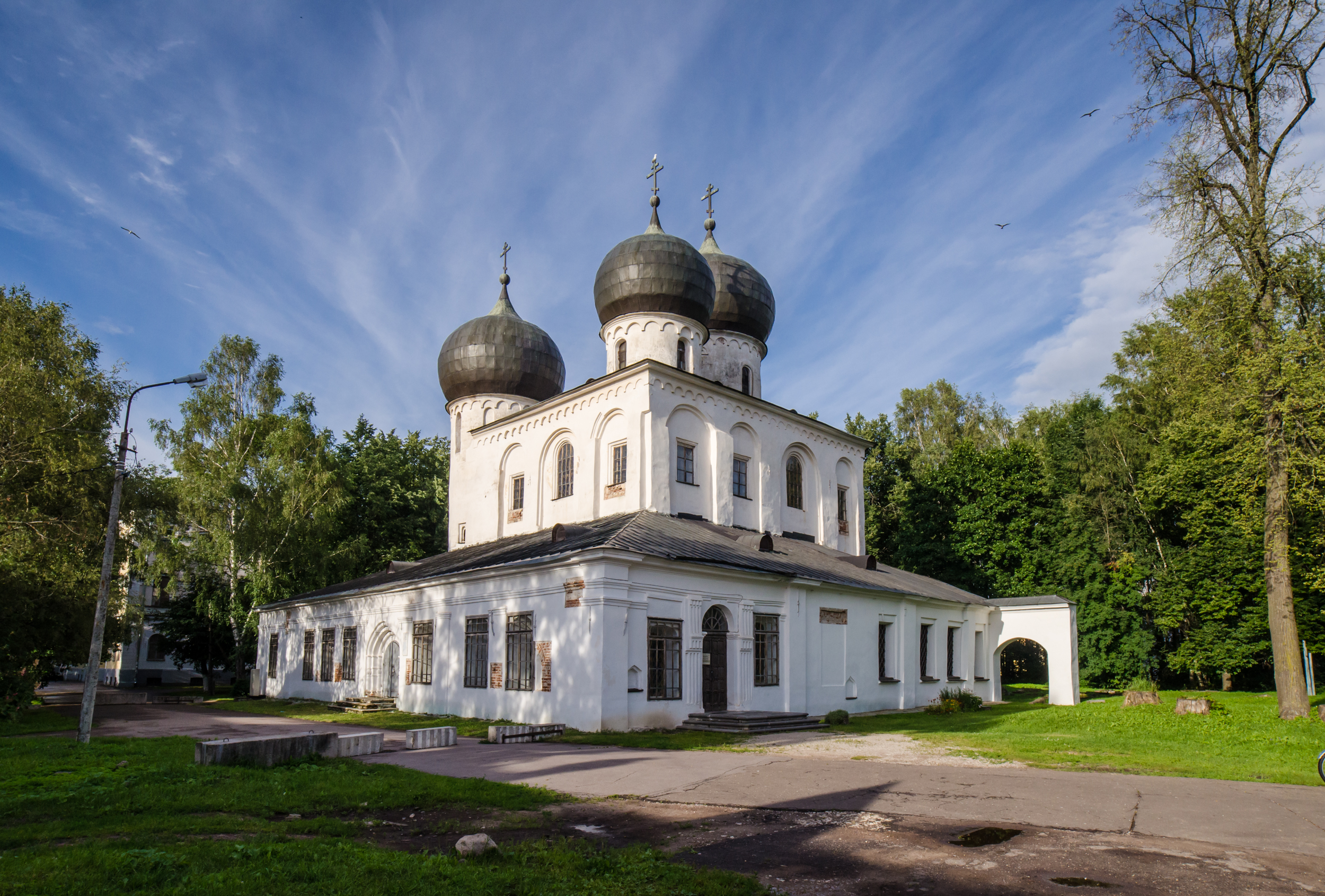
Katholikon del Monastero di Antoniev (1122)
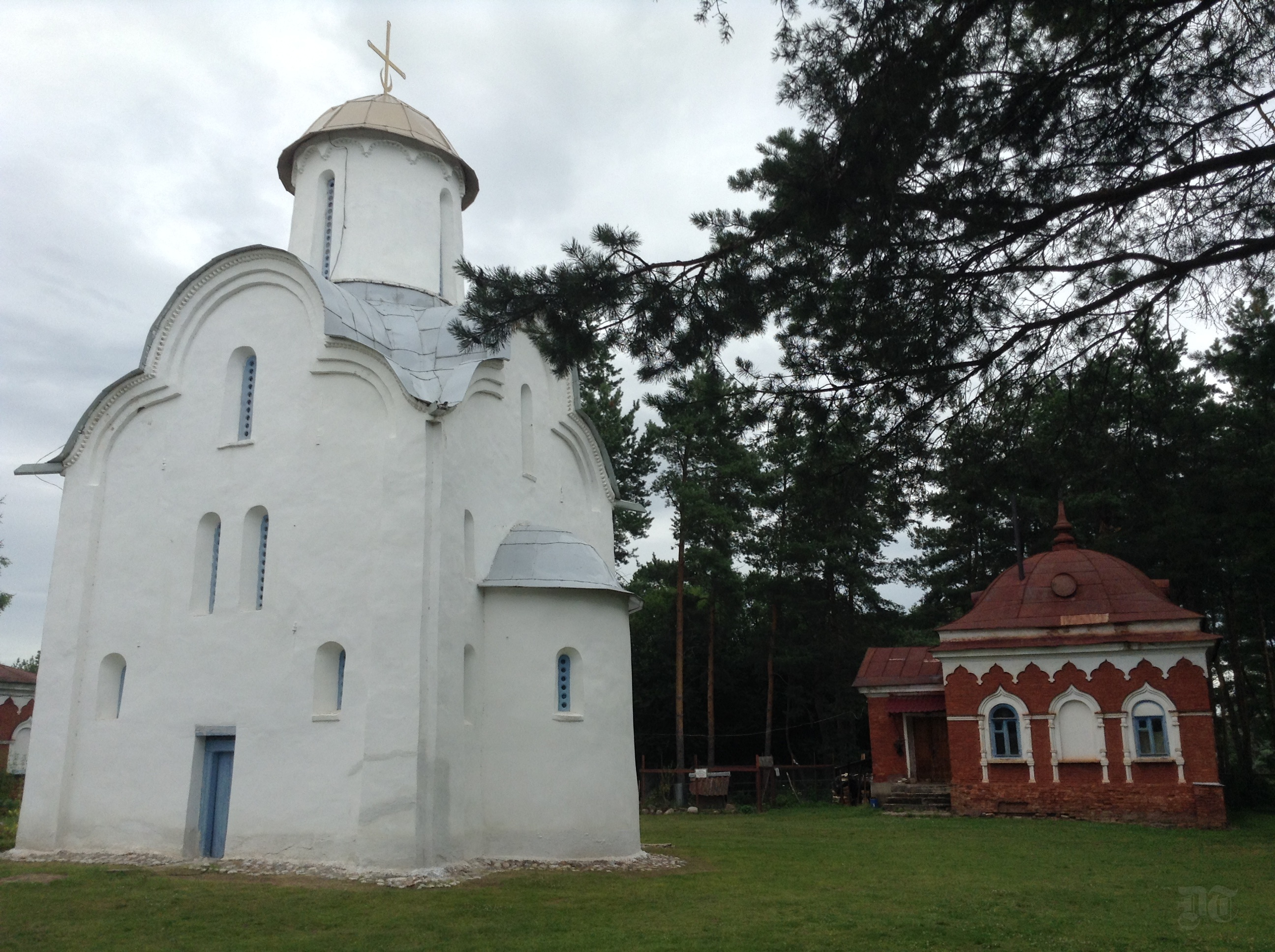
Cappella Peryn vicino a Velikij Novgorod (1220)
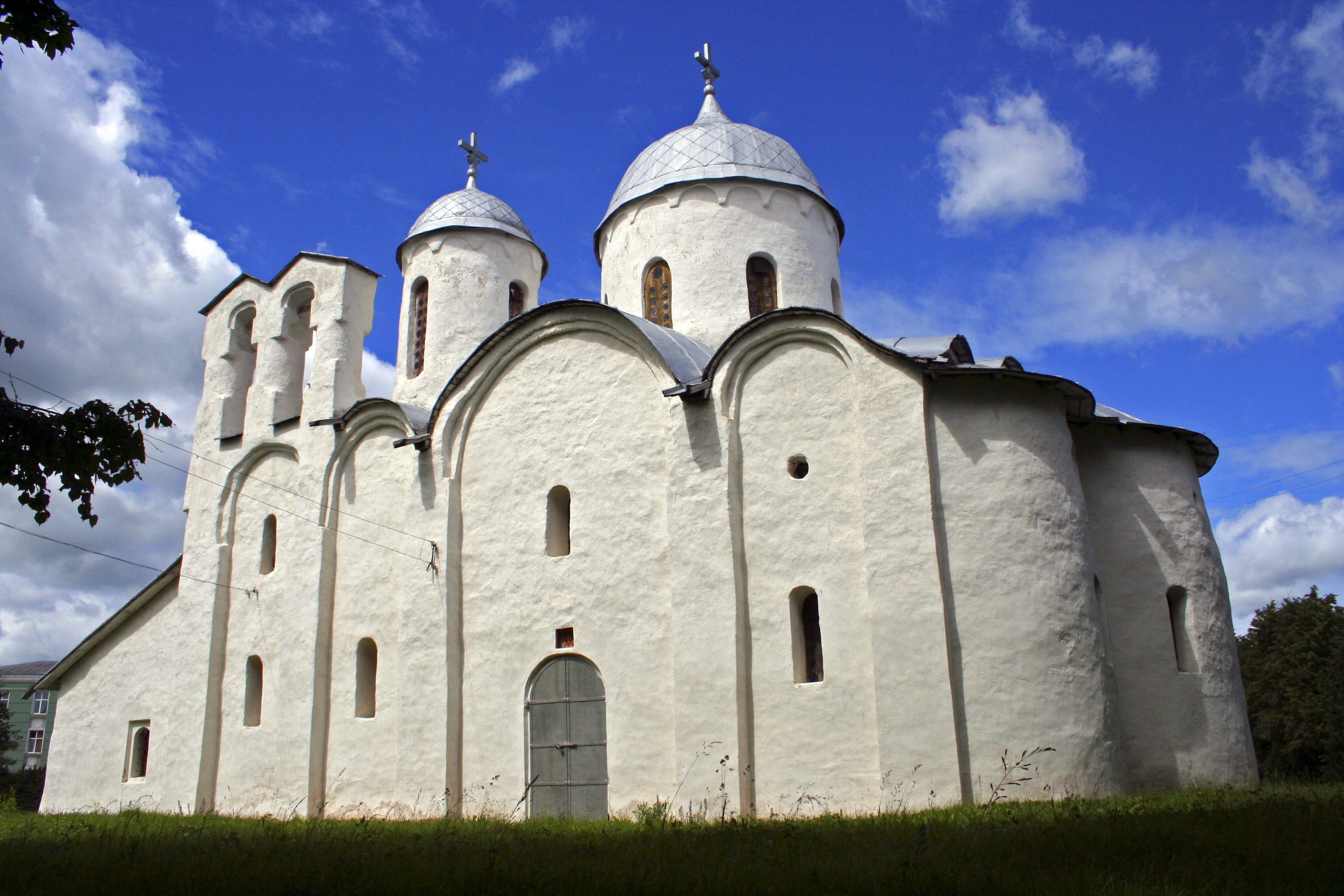
Cattedrale di San Giovanni Battista (costruita nel 1199–1139, menzionata per la prima volta nel 1243)
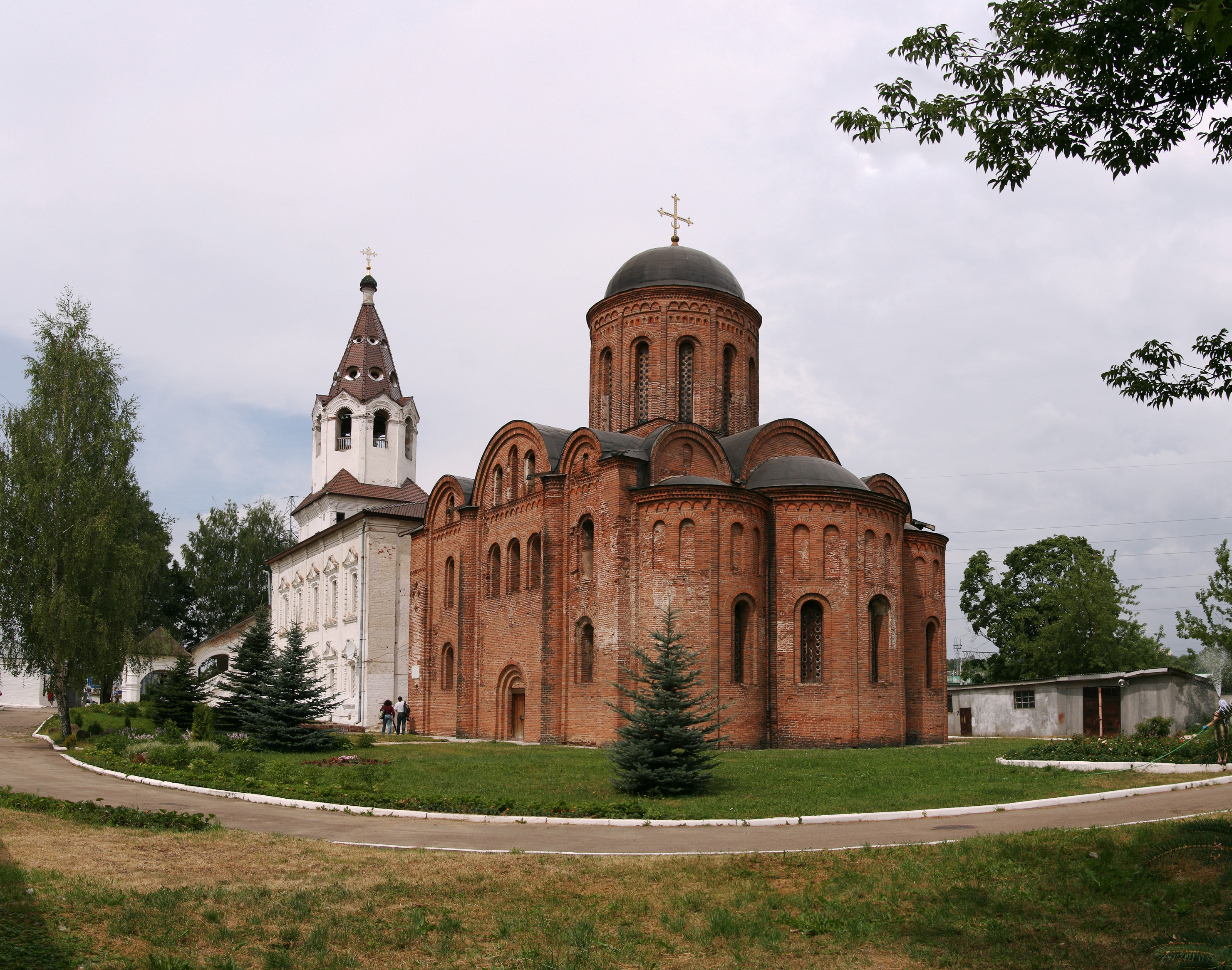
Chiesa dei Santi Pietro e Paolo a Smolensk (1146)
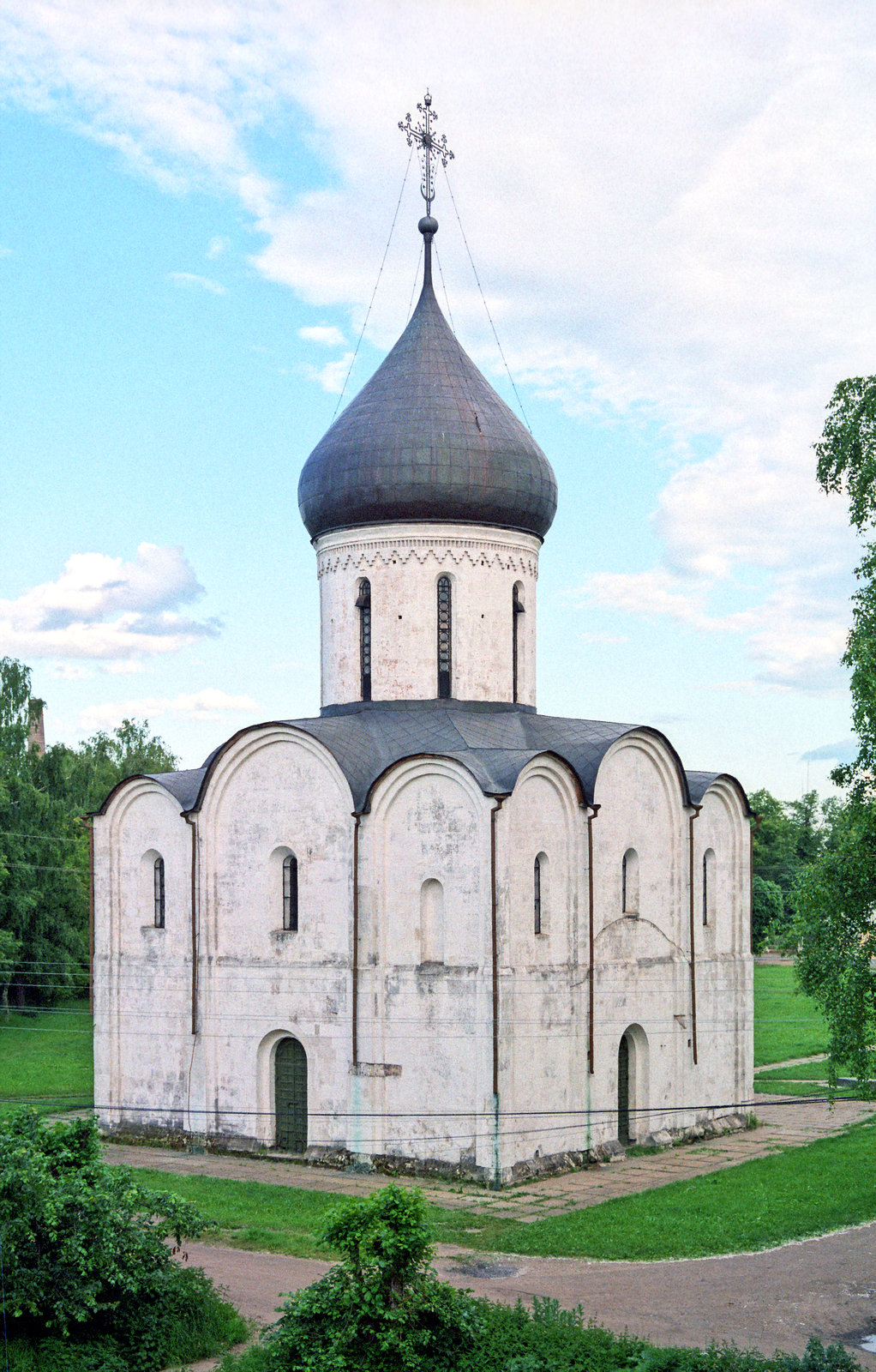
Cattedrale della Trasfigurazione a Pereslavl'-Zalesskij (1152)
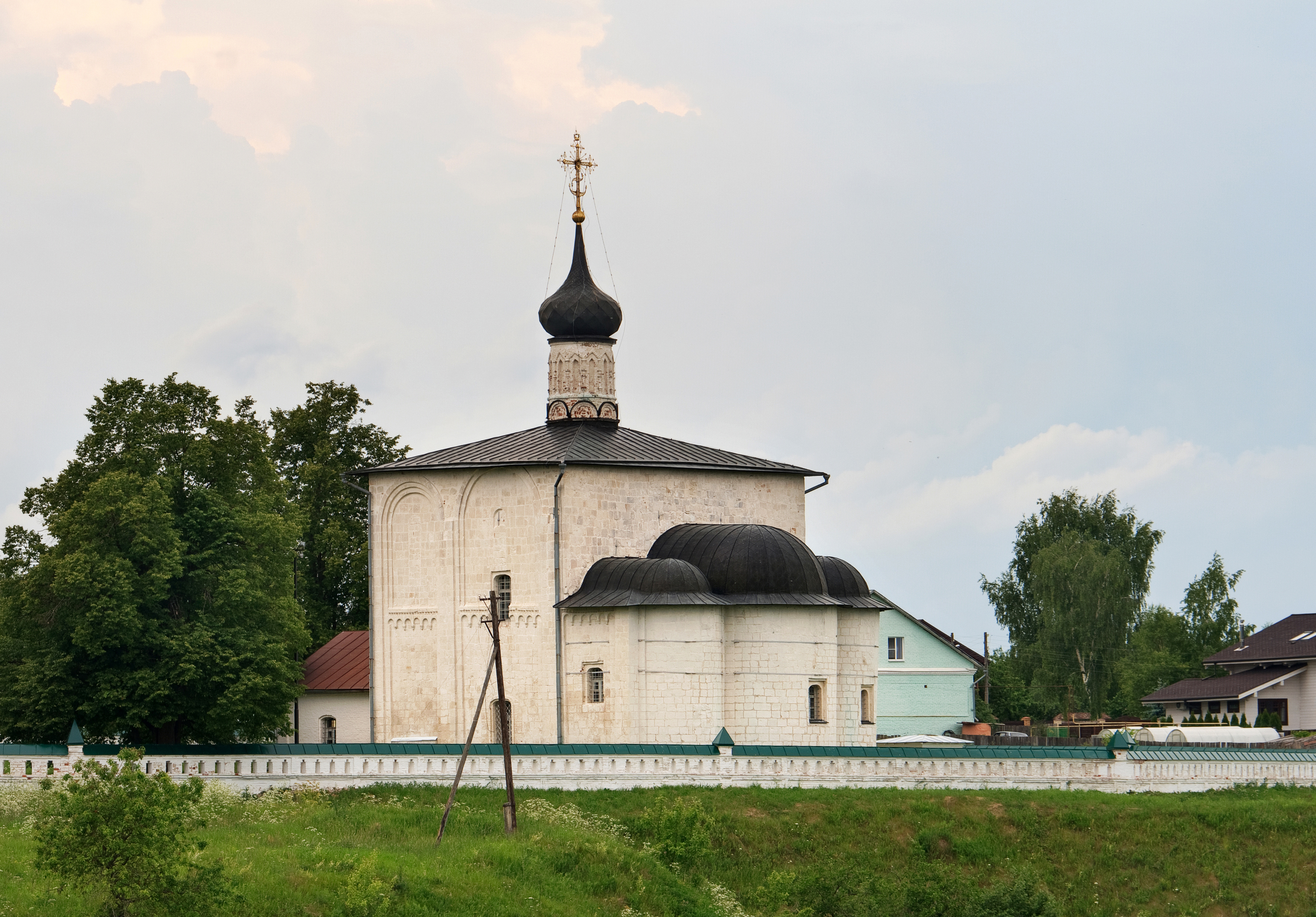
Chiesa di Kidekša (1152)
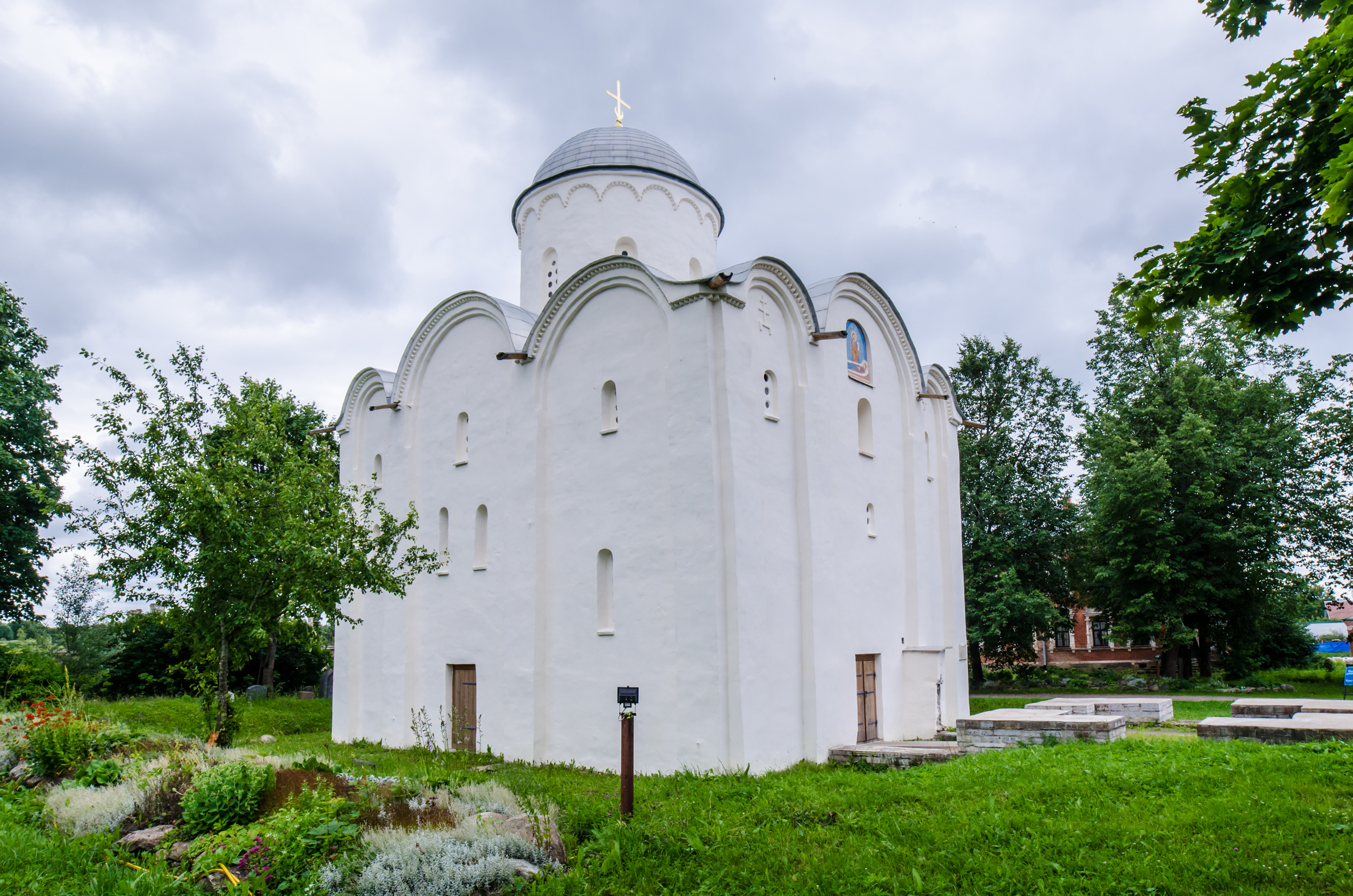
Cattedrale dell'Assunzione di Staraja Ladoga (1154–1159)
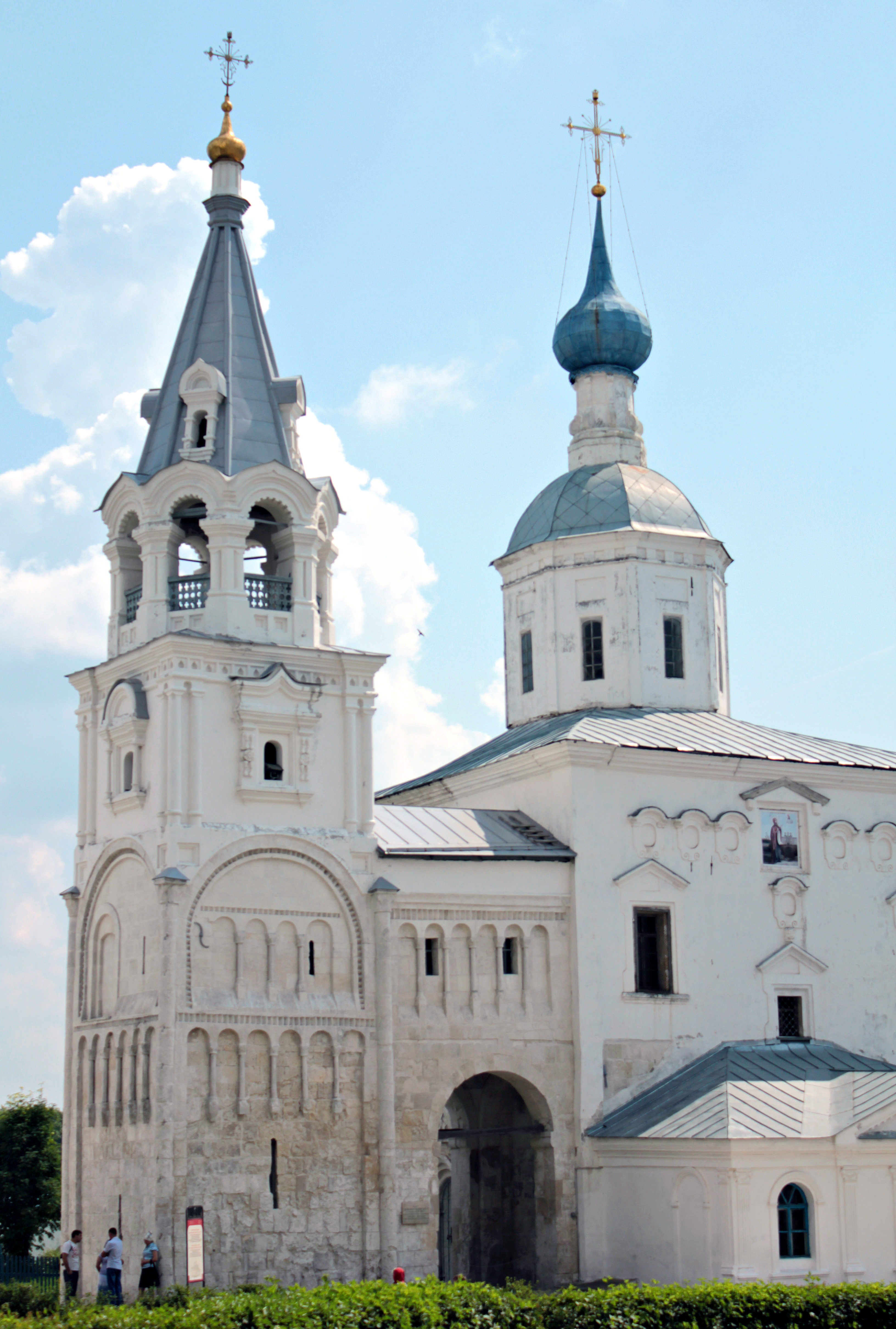
Resti del castello di Bogoljubov (a sinistra) e il Tempio della Natività della Beata Vergine (a destra) (1158)
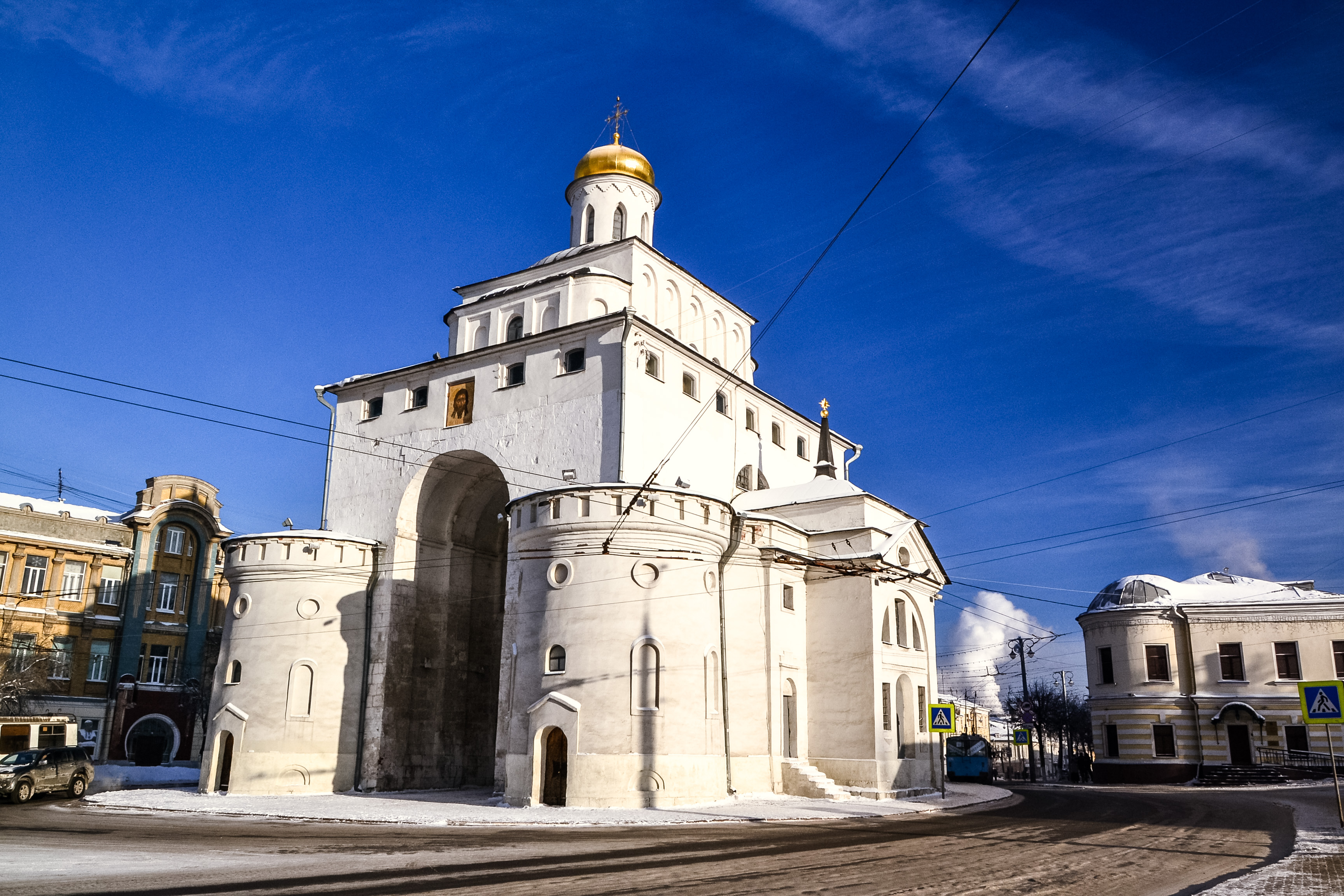
Porta d'Oro a Vladimir (1158–1164)
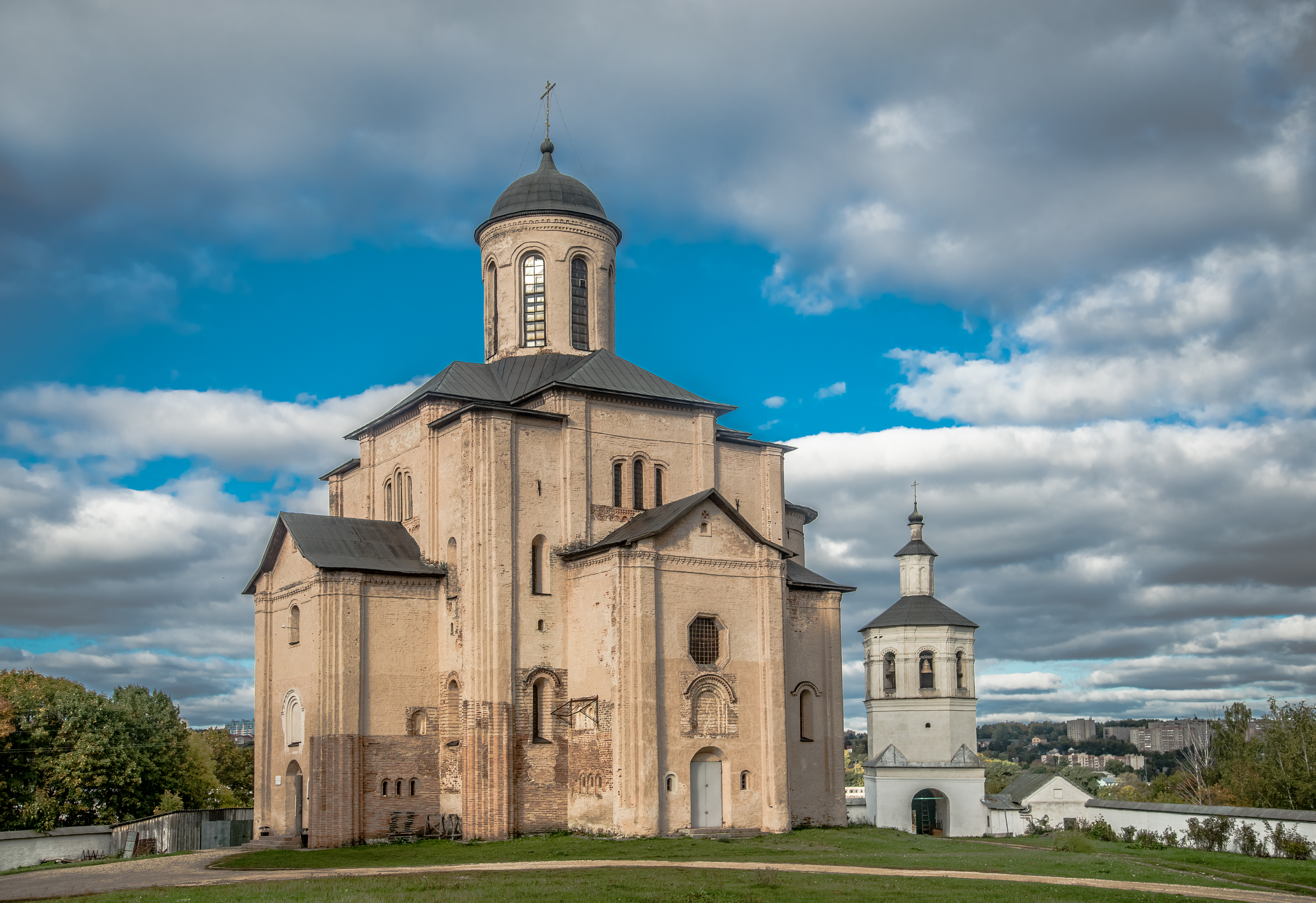
Chiesa di San Michele Arcangelo a Smolensk (1180–1197)
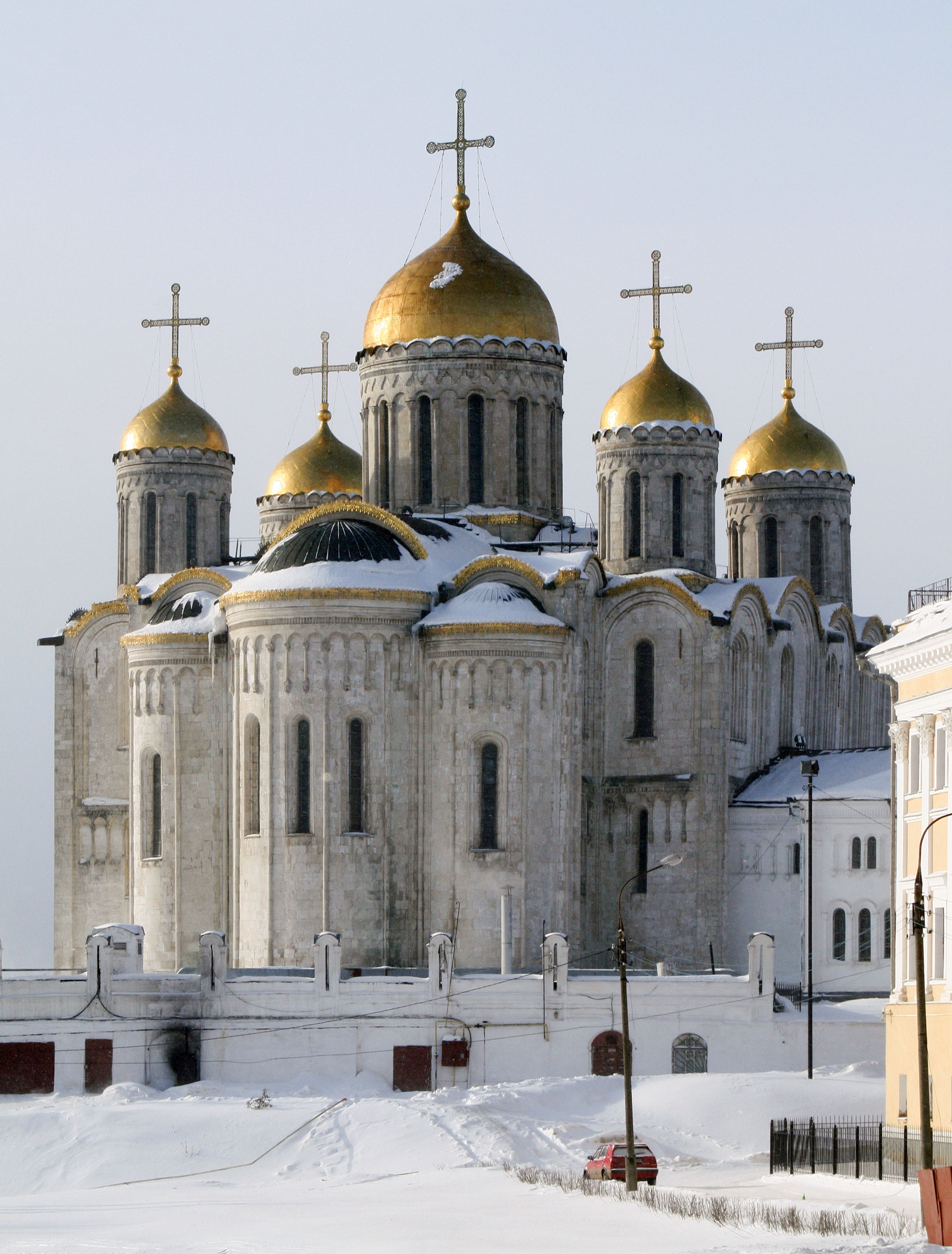
Cattedrale della Dormizione (Vladimir) a Vladimir (1186–1189)
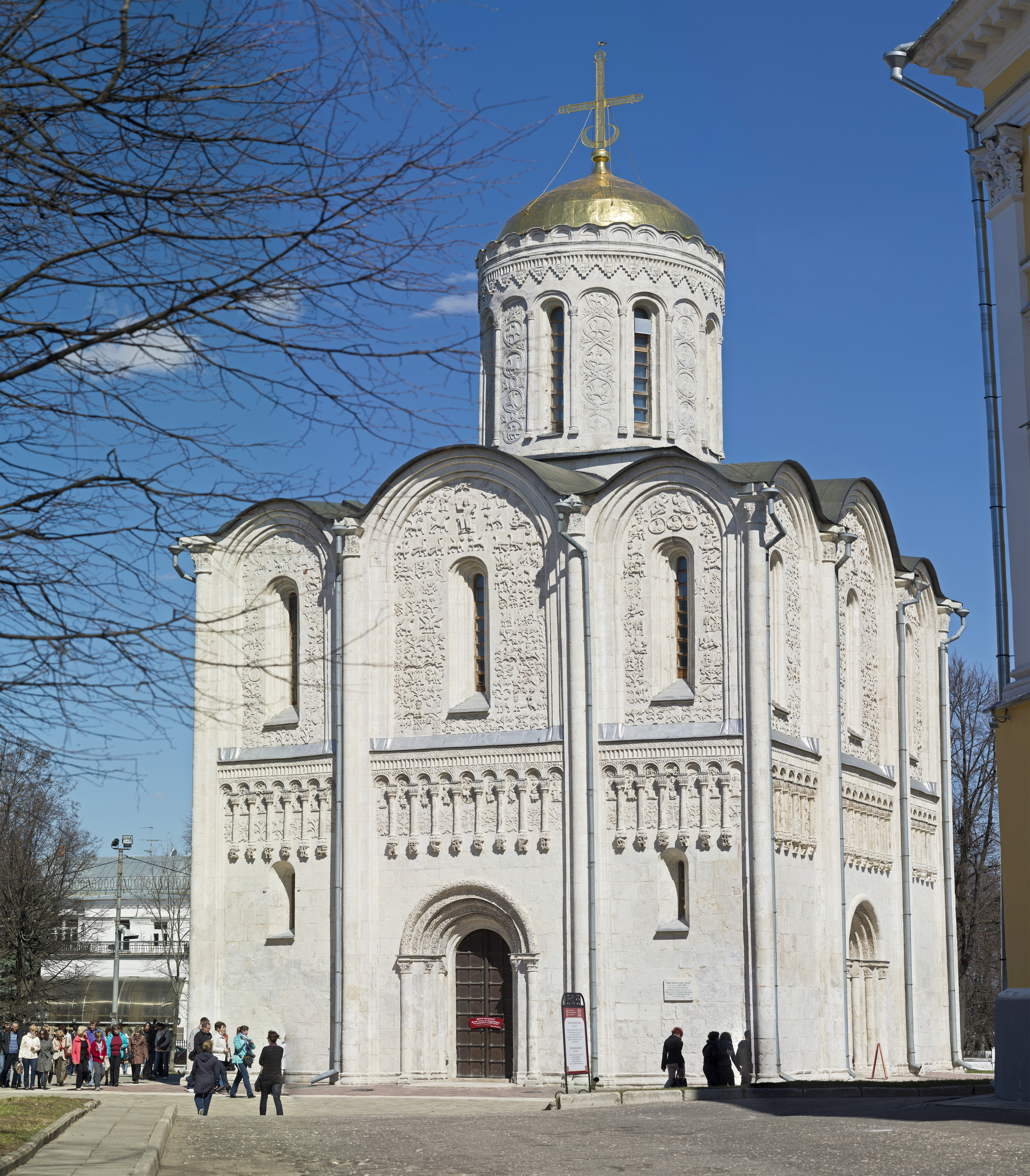
Cattedrale di San Demetrio (Vladimir) a Vladimir (1194–1197)
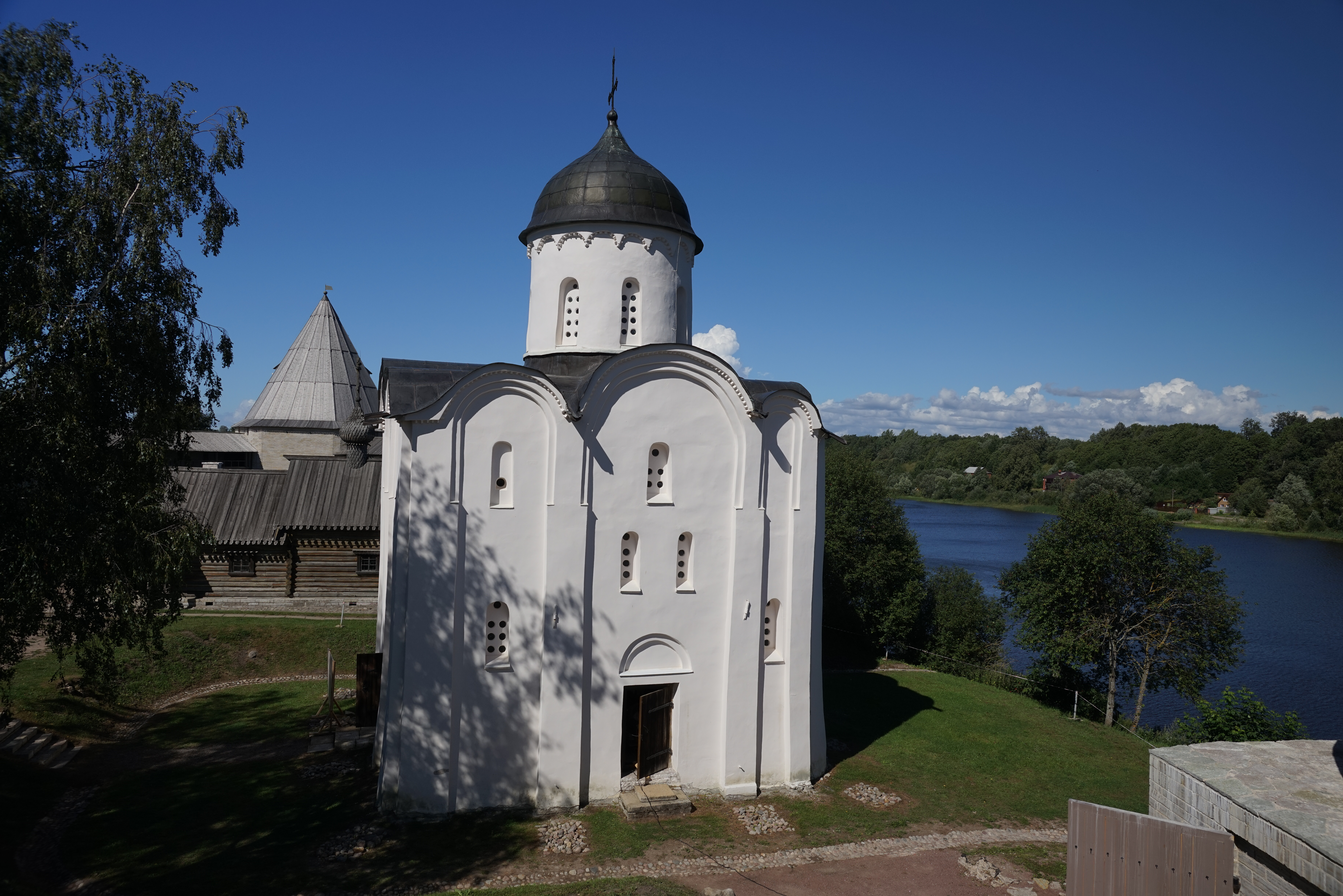
Chiesa di San Giorgio (Staraja Ladoga) (1180–1200)
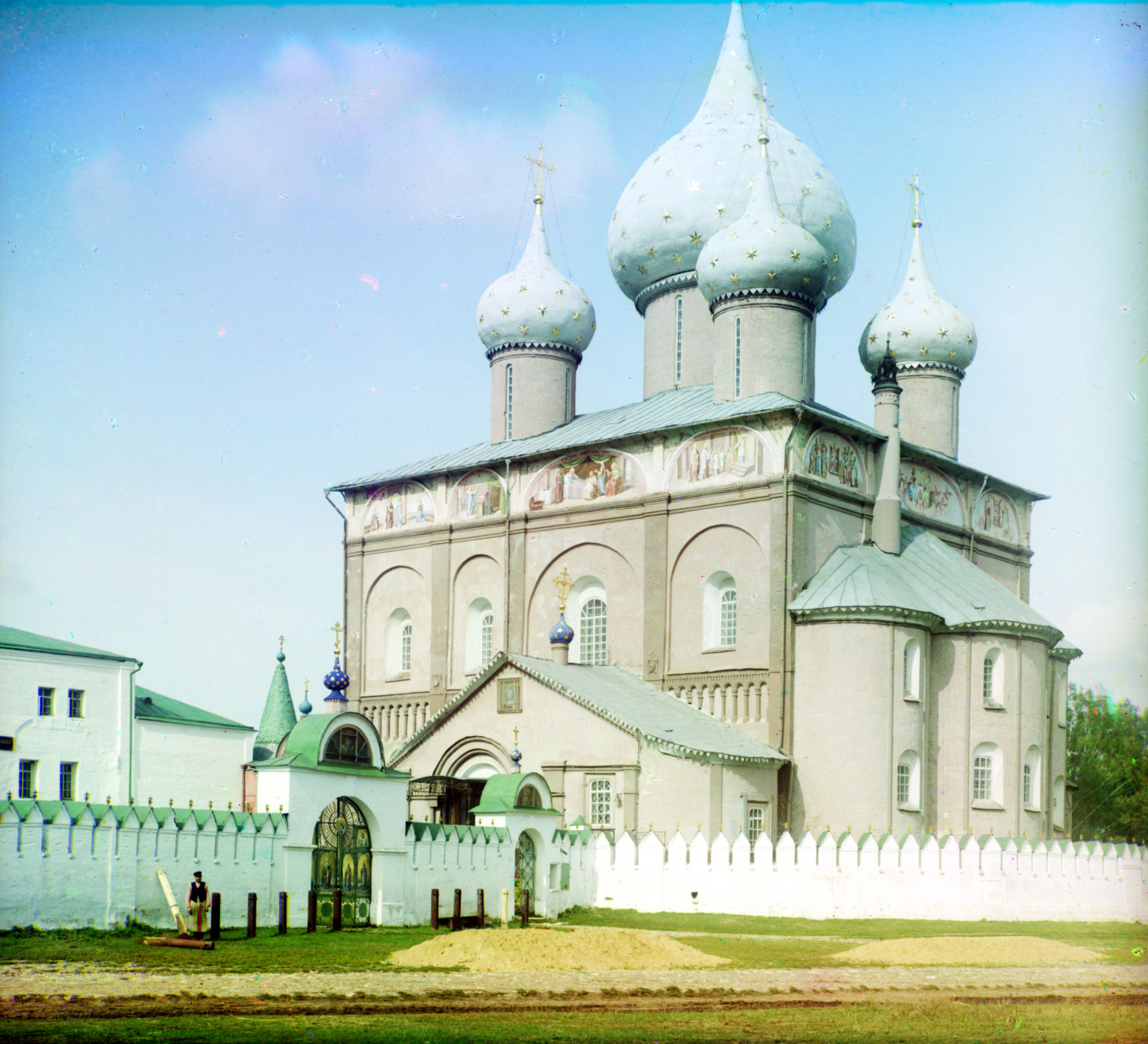
Cattedrale della Natività (Suzdal') (1222–1225), foto di Sergej Prokudin-Gorskij, 1912